# Прямоугольное число
Прямоуго́льное число́ — число, которое является произведением двух последовательных целых чисел, то есть имеет вид {\displaystyle R_{n}=n(n+1),} где {\displaystyle n\geqslant 1..} В части источников также допускается случай {\displaystyle R_{0}=0;} данная статья нумерует числа с 1, если не оговорено иное.
Значение прямоугольного числа имеет простой геометрический смысл — оно равно площади прямоугольника шириной {\displaystyle n+1} и высотой {\displaystyle n.} Поэтому многие источники относят прямоугольные числа к классу фигурных чисел, тем более что они тесно связаны с другими разновидностями чисел этого класса.
Начало последовательности прямоугольных чисел:
2, 6, 12, 20, 30, 42, 56, 72, 90, 110, 132, 156, 182, 210, 240, 272, 306, 342, 380, 420, … (последовательность A002378 в OEIS)
| * · * | * · * · * · * · * · * | * · * · * · * · * · * · * · * · * · * · * · * | * · * · * · * · * · * · * · * · * · * · * · * · * · * · * · * · * · * · * · * |
| 1×2   | 2×3                   | 3×4                                           | 4×5                                                                           |

## Свойства
Все прямоугольные числа чётны, поэтому все они, кроме числа 2, являются составными.
Среднее арифметическое двух последовательных прямоугольных чисел является квадратным числом:
{\displaystyle {\frac {R_{n}+R_{n+1}}{2}}=(n+1)^{2}}
Другими словами, между последовательными прямоугольными числами всегда содержится полный квадрат, причём только один (поскольку {\displaystyle n^{2}<R_{n}<(n+1)^{2}<R_{n+1}<(n+2)^{2}}).

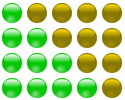
Прямоугольное число 4×5 составлено из двух одинаковых треугольных чисел

{\displaystyle n}-е по порядку прямоугольное число равно удвоенному {\displaystyle n}-му треугольному числу и на {\displaystyle n} больше {\displaystyle n}-го квадратного числа:
{\displaystyle R_{n}=2T_{n}=n^{2}+n}
Поскольку треугольное число {\displaystyle T_{n}=1+2+3+\ldots +n,} то вдвое большее прямоугольное число {\displaystyle R_{n}} равно сумме первых {\displaystyle n} чётных чисел.
Из того, что последовательные целые числа взаимно просты, следует:
- Каждый простой делитель прямоугольного числа может встретиться только в одном из множителей.
- Прямоугольные числа свободны от квадратов тогда и только тогда, когда свободны от квадратов как {\displaystyle n,} так и {\displaystyle n+1.}
- Число различных простых делителей прямоугольного числа есть сумма числа различных простых делителей {\displaystyle n} и {\displaystyle n+1.}
- {\displaystyle \lfloor {\sqrt {n}}\rfloor \cdot \lceil {\sqrt {n}}\rceil =n.} Здесь уголки Айверсона{\displaystyle \lfloor {x}\rfloor } округляют {\displaystyle x} до целого в меньшую сторону, а {\displaystyle \lceil {x}\rceil } — в бо́льшую.

Сумма {\displaystyle R_{n}+C_{n+1}^{(6)}} есть квадратное число {\displaystyle (2n+1)^{2},} где {\displaystyle C_{n+1}^{(6)}} обозначает {\displaystyle (n+1)}-е по порядку центрированное шестиугольное число.
Ряд из обратных прямоугольных чисел относится к категории телескопических рядов и 
поэтому сходится:
{\displaystyle {\frac {1}{2}}+{\frac {1}{6}}+{\frac {1}{12}}+\cdots =\sum _{n=1}^{\infty }{\frac {1}{n(n+1)}}=1.}

## Применение
Прямоугольное число {\displaystyle R_{n}} задаёт:
- число недиагональных элементов квадратной матрицы {\displaystyle n\times n}[3];
- число размещений из {\displaystyle n+1} элементов по 2;
  - в частности, число рёбер, соединяющих (различные) вершины ориентированного графа с {\displaystyle (n+1)} вершинами (например, общее число писем, которые могут отправить друг другу, по одному, {\displaystyle (n+1)} абонент).

Если приписать к каждому прямоугольному числу, включая 0, справа 25, получится последовательность квадратов чисел, оканчивающихся на 5:
{\displaystyle 025=5^{2},\ 225=15^{2},\ 625=25^{2},\ 1225=35^{2},\ 2025=45^{2},\ 3025=55^{2},\ldots }
Это следует из формулы:
{\displaystyle (10n+5)^{2}=100n(n+1)+25.}

## Производящая функция
Производящая функция последовательности прямоугольных чисел:
{\displaystyle {\frac {2x}{(1-x)^{3}}}=2x+6x^{2}+12x^{3}+20x^{4}+\ldots }